# Amara consularis
Amara consularis là một loài bọ chân chạy bản địa của châu Âu.